# Siluro San Bartolomeo
El Siluro San Bartolomeo fue un torpedo humano italiano diseñado durante la Segunda Guerra Mundial, que iba a ser utilizado por la Decima Flottiglia MAS.                                                       
Durante el empleo del SLC Maiale (Siluro a Lenta Corsa) se habían notado algunas limitaciones, evidenciando la necesidad de realizar una versión actualizada. Nace así el SSB, el proyecto fue dirigido y desarrollado por el Ingeniero y Mayor de Genio Naval Mario Masciulli, con la ayuda del Capitán G. N. Travaglino y el ingeniero Guido Cattaneo. La mejoría en los materiales disponibles para el ensamblaje y las nuevas tecnologías desarrolladas paralelamente, llevaron a un producto muy superior al punto de no poderlo identificar ya como una derivación de los Siluro a Lenta Corsa Maiale.
De los únicos tres Siluro San Bartolomeo que se habían fabricado para la fecha del Armisticio entre Italia y las fuerzas armadas aliadas, dos se quedaron en La Spezia y uno fue enviado a Venecia, donde fue encontrado al final de la guerra. Los dos de La Spezia fueron asignados al Grupo Operativo La Castagna, una vieja batería de la Decima Flottiglia MAS a las órdenes del teniente de navío Augusto Jacobacci (piloto de los S.S.B). Habían sido designados para el ataque a Gibraltar, suspendido debido al Armisticio.

## Galería de imágenes

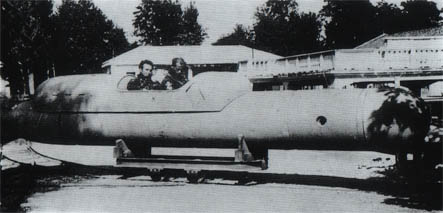
El SSB en una prueba.
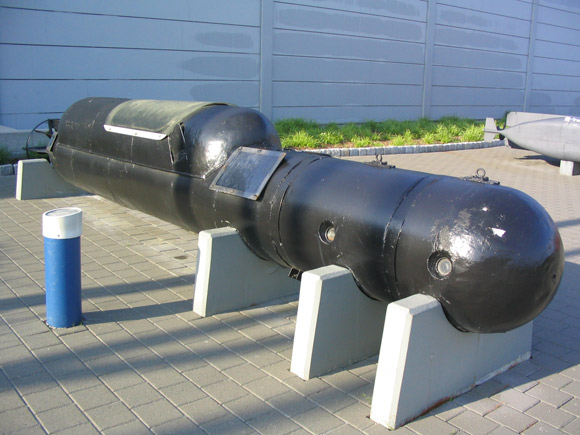
Siluro San Bartolomeo en un museo.